# 藤原興方
藤原 興方（ふじわら の おきかた）は、平安時代中期の貴族。藤原南家巨勢麻呂流、武蔵守・藤原経邦の子（四男か）。官位は従五位上・大和守。

## 経歴
初め醍醐天皇の六位蔵人に補され、延長8年（930年）4月には穢による賀茂祭の停止を奏上する。朱雀朝の天慶元年（938年）主殿助を兼ねる。従五位下に叙爵後、天慶6年（943年）尾張守に任ぜられて地方官に転じる。少なくとも天慶9年（946年）まではこれを務めている。
村上朝の天暦4年（950年）頃には美濃権守を務め、時期は不明ながら大和守にも任ぜられている。天徳4年（960年）3月29日より前に卒去。最終位階は従五位上。
右大臣・藤原師輔の正室・盛子は姉妹にあたるため、興方は兼家や中宮安子からみて伯（叔）父にあたる。興方が卒去した際に安子が喪服を着した。

## 官歴
- 延長8年（930年） 4月15日：見六位蔵人[1]
- 天慶元年（938年） 8月4日：主殿助、蔵人如元[2]
- 天慶4年（941年） 11月10日：見主殿助蔵人[2]
- 時期不詳：従五位下
- 天慶6年（943年） 3月7日：尾張守、元主殿助[3]
- 天慶9年（946年） 10月28日：見尾張守[4]
- 天暦4年（950年） 5月26日：見美濃権守[5]
- 時期不詳：大和守[6]
- 天徳4年（960年） 3月29日以前：卒去

## 系譜
『尊卑分脈』による。
- 父：藤原経邦
- 母：藤原氏江の娘
- 妻：長峯有頼の娘
  - 男子：藤原貞雅
- 妻：紀貫之の前妻?[要出典]
- 生母不明の子女
  - 男子：藤原正雅
  - 男子：藤原輔尹 - 民部卿・藤原懐忠の養子。
  - 男子：藤原長雅
  - 男子：藤原季雅
  - 女子：藤原惟任室
  - 女子：源頼国室
  - 女子：平雅康室
  - 女子：高階成章室
  - 女子：藤原資業室